# 卡羅林卡
卡羅林卡是捷克的城鎮，位於該國東部，距離弗塞廷18公里，由茲林州負責管轄，面積42.14平方公里，海拔高度483米，鎮上的水庫建於1977至1986年，2006年人口2,867。

## 外部連結
- Official website （页面存档备份，存于） （捷克文）
- Official dance group website （波兰語） （英文）